# Huaca Prieta
La Huaca Prieta est l'un des trois sites principaux du complexe archéologique El Brujo, dans la province d'Ascope, région de La Libertad, au Pérou. Il a été fouillé pour la première fois par une équipe d'archéologues dirigée par Junius Bird entre 1946 et 1947. Il doit son nom à l'énorme masse de cendres et de déchets décomposés qui donne au sol une couleur très foncée.

## Occupation du site
Une première phase d'occupation correspond à la période paléo-indienne avec une présence humaine intermittente datant de 15 000 à 8 000 ans. Une phase plus récente correspond à la période précéramique, avec un âge approximatif de 4 000 à 2 500 ans avant Jésus-Christ. Ce sont les vestiges culturels d'agriculteurs sédentaires, qui construisaient des salles semi-souterraines de pierre et de boue, pratiquaient un art textile rudimentaire et utilisaient des calebasses pyrogravées, ornées de dessins zoomorphes et anthropomorphes, mais ne connaissaient pas la céramique et la culture du maïs.

## Description
Le site archéologique de la Huaca Prieta est un ensemble de petites maisons semi-souterraines, carrées ou ovales, avec des entrées étroites et des marches d'accès. Des galets extraits du lit de la rivière Chicama ont été utilisés pour sa construction, ainsi qu'un mélange d'eau et de terre. L'ensemble du complexe était entouré de déchets accumulés au fil des générations. Apparemment, la principale raison pour laquelle l'homme de Huaca Prieta n'a pas construit au niveau du sol était la difficulté de construire de solides murs indépendants.

## Découvertes

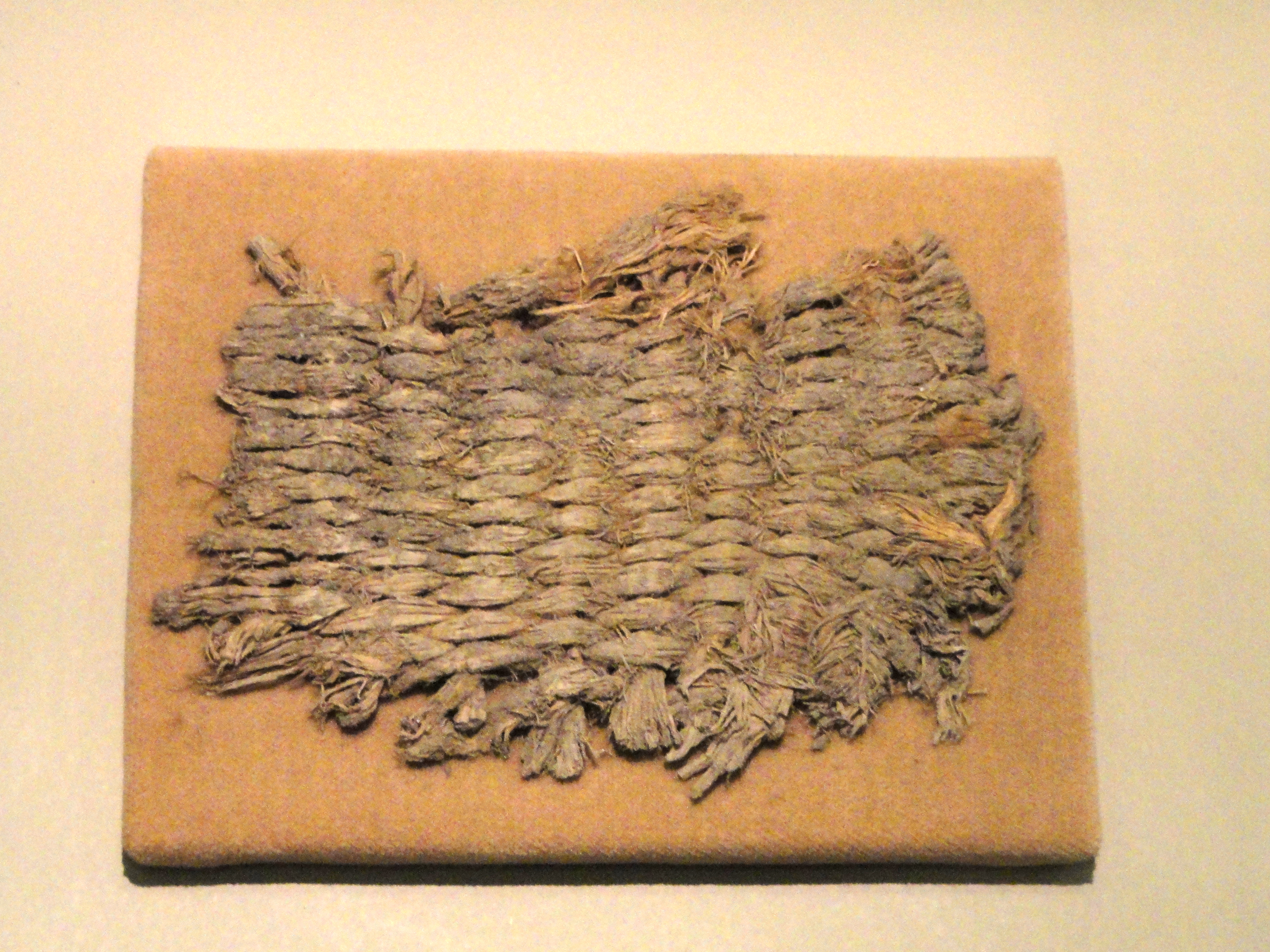
Fragment textile découvert à la Huaca Prieta, American Museum of Natural History

Le site a été fouillé pour la première fois par l'archéologue américain Junius Bird en 1946 et 1947. Les vestiges, découverts dans les trois grandes fosses qu'il a creusées, se trouvent maintenant au Muséum américain d'histoire naturelle de New York.
Des restes de haricots, de diverses variétés de courges, ainsi que d'abondantes ressources marines ont été trouvés. Des outils lithiques et des instruments de pêche ont également été découverts, tels que des hameçons en os, des lignes de pêche en coton et des filets avec des poids de pierre et des flotteurs. De plus, 33 squelettes ont été retrouvés recouverts de nattes, datées de 2200 ans avant Jésus-Christ.
Mais les découvertes les plus spectaculaires ont été les plus de trois mille fragments de tissu, principalement en fibre de coton, mis au jour. Ils sont de fabrication rudimentaire, réalisés uniquement à la main, car le métier à tisser n'était pas encore connu. Le coton utilisé est de la variété Gossypium barbadense à 26 chromosomes. La technique textile utilisée est l'entrelacement des fils de chaîne et de trame. Ces textiles comportent de belles iconographies zoomorphes, comme la représentation d'un condor aux ailes déployées ou d'un serpent stylisé à deux têtes aux formes géométriques. Les fils étaient teints par frottement. Bien que ces textiles aient perdu leur couleur, les chercheurs ont pu redécouvrir les dessins.
Enfin, une calebasse pyrogravée décorée d'incisions représentant un visage humain félinisé a également été découvert. En 1967, Edward Lanning a souligné la ressemblance de ce visage avec ceux de la poterie de Valdivia III (2300 av. J.-C.), ce qui suggère l'existence de contacts entre la côte équatorienne et la côte nord du Pérou dès l'époque archaïque. 
La découverte de la Huaca Prieta a été une étape fondamentale dans l'histoire de l'archéologie péruvienne. Les restes mis au jour ont été les premiers à être soumis à la nouvelle technique de datation par le carbone 14, pour déterminer leur âge. Datés de 2 500 ans avant Jésus-Christ, cette découverte a bouleversé la chronologie archéologique péruvienne, puisqu'il s'agissait des vestiges les plus anciens de la période précéramique, immédiatement avant l'apparition de la haute culture. Les plus anciens vestiges archéologiques découverts jusqu'alors ne dépassaient pas 1 200 ans avant Jésus-Christ et étaient associés à la culture Chavin.